# AMCG
주식회사 AMCG는 대한민국의 의료용 기기 기업이다.
회사의 MCG 스캔 기술은 인체에서 발생하는 미세한 자기장과 SQUID(초전도양자간섭소자) 센서를 이용해 조영제 등 약물이나 방사선 투입 없이 심장질환을 정확하게 진단한다.
심자도(Magnetocardiography; MCG) 기술 기반 의료기기를 개발해 제조, 판매한다.